# Beata Mikołajczyk
Pour les articles homonymes, voir Mikołajczyk.
Beata Mikołajczyk, née le 15 octobre 1985 à Bydgoszcz, est une kayakiste polonaise pratiquant la course en ligne.

## Palmarès

### Jeux olympiques
- 2012 à Londres, (Royaume-Uni)
  - 4e en K-4 500 m
  -  Médaille de bronze en K-2 500 m
- 2008 à Pékin, (Chine)
  -  Médaille d'argent en K-2 500 m
  - 4e place en K-4 500 m

### Championnats du monde
- 2011 à Szeged, (Hongrie)
  -  Médaille de bronze en K-2 500 m
- 2009 à Dartmouth, (Canada)
  -  Médaille d'or en K-2 1000 m
  - 4e place en K-2 500 m
  - 4e place en K-4 500 m
- 2007 à Duisbourg, (Allemagne)
  - 7e place en K1 500 m
- 2006 à Szeged, (Hongrie)
  - 10e en K4 200 m
  - 8e place en K-1 500 m
  - 4e place en K-4 500 m
- 2005 à Zagreb, (Croatie)
  - 9e en K4 500m
  - 5e place en K-2 500 m
  - 6e place en K-1 1 000 m

### Championnats d'Europe
- 2011 à Belgrade (Serbie)
  -  Médaille d'argent en K-2 500 m
- 2010 à Trasona, (Espagne)
  -  Médaille de bronze en K-1 1000 m
- 2009 à Brandebourg (Allemagne)
  - 4e place en K2 1 000 m
  - 8e place en K2 500 m
- 2008 à Milan (Italie)
  - 8e place en K-2 500 m
  -  Médaille d'argent K-4 1 000 m
- 2007
  - 7e place en K-1 500 m
  - 5e place en K-1 1 000 m
- 2006 à Račice (République tchèque)
  -  Médaille d'argent K-1 500 m
  - 4e place en K-1 1 000 m
- 2005
  -  Médaille d'or en K-4 1 000 m
  -  Médaille de bronze en K-4 500 m
- 2004 à Poznań (Pologne)
  -  Médaille d'argent en K-1 1 000 m
  - 8e place en K-1 500 m

### Championnats de Pologne de canoë-kayak course en ligne
de 1998 à 2009 - 48 médailles (31 or, 13 argent, 4 bronze)